# Ordem de Nossa Senhora da Caridade

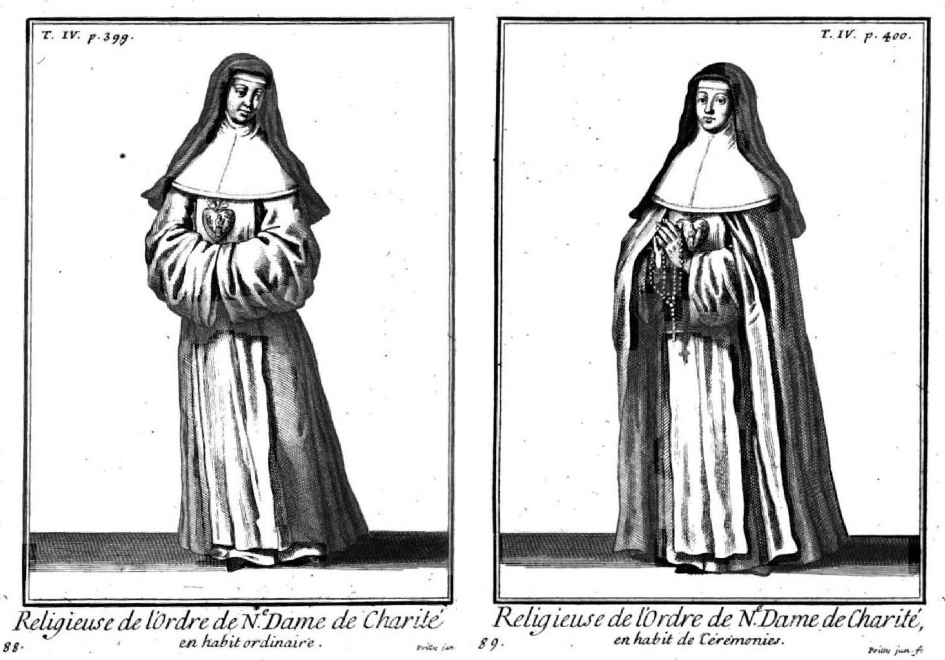
O hábito religioso das Irmãs da Ordem de Nossa Senhora da Caridade.

A Ordem de Nossa Senhora da Caridade (Latim: Ordo Dominae Nostrae de Caritate, sigla O.D.N.C.), também chamada outrora Ordem de Nossa Senhora da Caridade do Refúgio, é uma ordem religiosa católica fundada em 1641 por São João Eudes, com a missão especial de atender às prostitutas e às crianças abandonadas.
Mais tarde, Santa Maria Eufrásia Pelletier, uma freira desta ordem religiosa, decidiu-se a efectuar uma acentuada reforma à mesma e fundou um ramo que deu origem à Congregação de Nossa Senhora da Caridade do Bom Pastor.
Em 2014, as religiosas da Ordem de Nossa Senhora da Caridade e as Irmãs do Bom Pastor fundiram-se numa só congregação.